# Ioan al II-lea de Hainaut
Ioan al II-lea d'Avesnes (în spaniolă Juan II de Avesnes) (n. 1247 – d. 22 august 1304) a fost conte de Hainaut din 1280 și de Olanda de la 1299 până la moarte.

## Viața
Ioan a fost fiul cel mare al lui Ioan I d'Avesnes cu Adelaida de Olanda.
El a fost conte de Hainaut începând din 1280, succedând bunicii sale, Margareta a II-a de Flandra. Ioan a continuat participarea la războiul dintre casa de Dampierre și cea de Avesnes, luptând împotriva contelui Guy de Flandra pentru Flandra imperială.
De asemenea, Ioan a preluat moștenirea în Olanda, devenind conte al acesteia în 1299, ca urmare a morții contelui Ioan I, prin intermedierea mamei sale Adelaida de Olanda, moștenitoare și regentă în acest comitat. Descendenții săi au menținut uniunea personală dintre cele două comitate.
Vărul său, contele Floris al V-lea de Olanda (antecesorul lui Ioan în Comitatul Olanda), se afla în luptă împotriva flamanzilor pentru stăpânirea asupra Zeelandei. Ca urmare, el a solicitat sprijin din partea Franței împotriva flamanzilor. Trupele franceze i-au înfrânt pe flamanzi în 1300 și 1301. De asemenea, și răsculații din Zeelanda au fost înfrânți. Fratele lui Ioan, Guy d'Avesnes, a devenit episcop de Utrecht. Ca urmare, toți principalii adversari ai lui Ioan erau eliminați.
Mersul evenimentelor s-a modificat dramatic după o răscoală a flamanzilor și înfrângerea armatei franceze în bătălia Pintenilor de Aur din 1302, în care fiul său mai mare a căzut luptând pentru cauza franceză. Patrioții flamanzi au atacat Hainaut și Zeeland, având sprijinul celor nemulțumiți din rândul populației din regiune. Guy de Dampierre l-a înfrânt pe fiul lui Ioan, Guillaume, într-o bătălia desfășurată pe insula Duiveland, iar episcopul Guy de Utrecht a fost luat prizonier. Guy de Namur și ducele Ioan al II-lea de Brabant au cucerit cea mai mare parte a teritoriului episcopatului de Utrecht, al Olandei și Zeelandei. Guy de Namur a fost în cele din urmă înfrânt în 1304 de către flota din Olanda și Franța, în bătălia navală de la Zierikzee. Ioan al II-lea a recucerit cea mai mare parte din autoritatea sa atunci când murea în același an.

## Familia
În 1270, Ioan a fost căsătorit cu Filipa de Luxemburg, fiică a contelui Henric al V-lea de Luxemburg cu Margareta de Bar. Copiii lor au fost:
1. Ioan, senior de Beaumont, conte de Ostervant; căzut în confruntarea din apropiere de Kortrijk (11 iulie 1302).
2. Henric, canonic în Cambrai (d. 1303).
3. Guillaume; succesor al tatălui său în 1304; căsătorit cu Ioana de Valois, fiică a contelui Carol de Valois cu prima sa soție Margareta de Neapole.
4. Ioan (n. 1288 – d. 11 martie 1356); căsătorit cu contesa Margareta de Soissons, cu care a avut cinci copii.
5. Margareta (d. 18 octombrie 1342); căsătorită cu contele Robert al II-lea de Artois, căzut în luptă în bătălia Pintenilor de Aur.
6. Alice (d. 26 octombrie 1317); căsătorită în 1290 cu Roger Bigod, earl de Norfolk.
7. Isabela (d. 1305); căsătorită cu Raoul de Clermont senior de Nesle, căzut în bătălia Pintenilor de Aur.
8. Ioana, călugăriță în Fontenelles.
9. Maria d'Avesnes (n. 1280–d. 1354); căsătorită cu ducele Ludovic I de Bourbon.
10. Matilda, abatesă de Nivelles.
11. Simon.
12. Guillaume de Cuser (n. 1290)